# Рибейро, Армандо
Армандо Рибейро де Агияр Мальда (исп. Armando Ribeiro de Aguiar Malda, родился 16 января 1971 в Сопелане) — испанский футбольный вратарь, известный по выступлениям за «Кадис», в составе сыграл в трёх лигах Испании (в том числе и в Примере), и «Атлетик Бильбао», за который он провёл ещё три сезона в Примере. Ныне член руководства и тренерского штаба клуба «Атлетик Бильбао».

## Игровая карьера
Армандо выступал в низших лигах Испании долгое время, в 1994 году перешёл в команду «Депортиво Алавес», в составе которой провёл три сезона в Сегунде. С 1999 по 2008 годы он играл за «Кадис», как его вратарь выиграл Трофей Саморы в номинации «Лучший вратарь Сегунды» в сезоне 2004/2005. Сезон 2005/2006 впервые в своей истории провёл в Примере, однако «Кадис» выбыл из неё по итогам сезона.
В январе 2008 года «Атлетик Бильбао» взял в аренду Армандо, поскольку их основной вратарь Горка Ираисос получил травму колена и выбыл на полгода. 37-летний Армандо сразу принял предложение баскской команды, поскольку хотел с детства выступать в её основном составе. 15 марта 2008 в матче против клуба «Реал Бетис» Армандо получил травму после того, как в него бросил фанат «огурцов» бутылку с водой: врачи диагностировали сотрясение мозга и повреждение глазного яблока. Вратарю наложили шесть швов на рану прямо под глазом, а матч, до конца которого оставалось 20 минут, был остановлен при счёте 2:1. «Баскам» присудили победу по решению Королевской испанской футбольной федерации.
В конце сезона 2007/2008 Армандо официально оформил свой переход в стан «Атлетик Бильбао»: несмотря на восстановление Ираисоса, Армандо остался в команде, вытеснив оттуда Иньяки Лафуэнте и став резервным вратарём. Он провёл два матча в сезоне чемпионата Испании 2008/2009: 28 февраля 2009 против «Севильи» (поражение 1:2) и против «Реал Бетиса» (победа 1:0). В обоих случаях основной состав «Атлетик Бильбао» отправлялся на игры в Кубок Испании, что позволило Армандо и выйти дважды в основном составе.
По окончании сезона 2009/2010 Армандо, сыгравший три матча в сезоне (один в чемпионате и два в кубке), завершил карьеру и стал тренером в штабе клуба.